# クレマスチン
クレマスチン（Clemastine）は、第一世代のH1ヒスタミン拮抗薬である。他の第一世代抗ヒスタミン薬と同様に鎮静作用を持ち、副作用として抗コリン作用がある。1960年に特許を取得し、1967年に医療現場で使用されるようになった。日本では1970年に販売開始された:表紙。

## 効能・効果
- アレルギー性皮膚疾患（蕁麻疹、湿疹、皮膚炎、瘙痒症）
- アレルギー性鼻炎
- 感冒等上気道炎に伴うくしゃみ・鼻汁・咳嗽[注 1]

1. ↑  シロップ剤のみ

花粉症やアレルギー症状（くしゃみ、鼻水、目の充血・痒み・涙など）の緩和に用いられる。蕁麻疹のかゆみや腫れの緩和にも使用される。

## 副作用
重大な副作用には、痙攣、興奮、肝機能障害、黄疸が挙げられる。
過量投与は中枢神経系を抑制することも刺激することもある。中枢神経刺激は小児に多く見られ、興奮、幻覚、運動失調、協調運動障害、筋痙攣、アテトーゼ、高熱、チアノーゼ、痙攣、振戦、反射亢進が生じる。これに続いて痙攣発作後抑うつ状態や心肺停止が起こる事もある。その他の一般的な過量投与の症状としては、口渇、瞳孔散大、顔面紅潮、発熱などがある。成人の場合は通常、眠気や昏睡のような中枢神経抑制を引き起こす[要出典医学]。

## 薬理
消化管から速やかに吸収され、4時間で最高血中濃度に達する。主に脱メチル化とグルクロン酸抱合によって代謝される。CYP2D6の阻害剤であり、このアイソザイムで代謝される他の薬剤と干渉する可能性がある。

## 作用機序
ヒスタミンH1受容体に競合的に結合することで、ヒスタミンによる症状を一時的に緩和する。
抗ヒスタミン薬としての作用に加え、FIASMA（酸性スフィンゴミエリナーゼの機能的阻害剤）としても作用する。